# Greenbriar (Wirginia)
Greenbriar – jednostka osadnicza w Stanach Zjednoczonych, w stanie Wirginia, w hrabstwie Fairfax.